# Детское автокресло
Детское автокресло, автолюлька, детский бустер — это устройства, которые устанавливаются в автомобиль для перевозки детей и фиксируются штатными ремнями безопасности либо дополнительными креплениями на штатное сиденье автомобиля. Детское автокресло (автолюлька, бустер) относятся к «детским удерживающим устройствам» (ДУУ), или системам (англ. child restraint systems).

## Разновидности и назначение
Штатные ремни безопасности автомобиля рассчитаны на габариты взрослых людей. Для перевозки детей с рождения и примерно до 12 лет (до того момента, пока ребёнок не достигнет веса в 36 кг или его рост не составит более 1,5 метра) предназначены детские автокресла. Для перевозки детей младшего грудного возраста, когда положение в сидячем положении вредно для здоровья ребёнка, предназначены детские автолюльки, в которых ребёнок перевозится в лежачем положении. Бустеры предназначены для перевозки детей старшего возраста. При этом некоторые модели автокресел совмещают в себе и функцию автолюлек, и позволяют перевозить детей младшего возраста лёжа (или полулёжа). Также, съёмными модулями-автолюльками могут оборудоваться некоторые модели детских колясок. При выборе детских удерживающих устройств следует обратить внимание, что бустеры рассчитаны на детей более старшего возраста, в противном случае они не обеспечивают необходимой безопасности ребёнку.
Главная задача детского автокресла — обеспечить безопасность маленького пассажира, причём не только в случае ДТП, но также при резком торможении или экстренном манёвре.
Чаще всего детские автокресла приобретаются и устанавливаются владельцами автомобилей самостоятельно, но производители автомобилей могут добавить их непосредственно в конструкцию своего автомобиля. Автопроизводителями должна быть обеспечена совместимость ремней безопасности. На законодательном уровне закреплено, чтобы дети при езде в транспортном средстве использовали подходящие им по возрасту, весу и росту сиденья безопасности. Детские сиденья безопасности предусматривают пассивные ограничения и должны использоваться надлежащим образом, чтобы быть эффективными. Ремни автокресла должны плотно прилегать к телу, также они должны быть размещены на правильной для ребёнка высоте.
В 1990 году Международной организацией по стандартизации был рекомендован механизм ISOFIX, призванный обеспечить надёжное и безопасное крепления автомобильных сидений к различным маркам автомобилей. Как правило, система ISOFIX может использоваться с креслами 0,0+ и 1 возрастных групп. В США распространена система крепления LATCH. Она похожа на европейский ISOFIX, отличие в том, что вместо металлических направляющих здесь применены ремни с замочками.
В 2013 году были введены новые правила для автомобильных сидений: «i-Size» — это название новых европейских правил безопасности, которые касаются автомобильных сидений для детей в возрасте до 15 месяцев. Он вступил в силу в июле 2013 года и обеспечивает дополнительную защиту несколькими способами, в частности, обязует перевозить детей в возрасте до 15 месяцев лицом назад, а не от 9 до 12 месяцев, что было рекомендовано предыдущим постановлением ЕС.
По данным Национального управления безопасностью движения на трассах США, автокресла снижают риск фатального исхода в авариях для младенцев до года на 71 %, а для детей от 1 года до 4 лет — на 50 % .
Также детям, путешествующим самолётом, безопаснее находится в автолюльке, чем на руках у родителей. Американская академия педиатрии (ААР) рекомендует всем детям до 10 кг использовать автолюльки в самолёте (устанавливаются на отдельное кресло).

## Классификация
Существует несколько типов автомобильных сидений, которые различаются по положению ребёнка и размеру самого кресла. Классификация, принятая в Европе, подразделяет их на 4 группы: 0-3.
Группа 0
Детские сиденья группы 0 или автолюлька удерживают ребёнка в положении спиной по ходу движения и закрепляются штатным ремнём безопасности и/или приспособлением ISOFIX. Тут стоит упомянуть, что система ISOFIX всё-таки в первую очередь создана для удобства и только во вторую — ради безопасности, существенного вклада в безопасность малыша она не вносит. В автолюльке ребёнок находится в лежачем или полулежащем положении. Автолюлька устанавливается на заднем сиденье автомобиля. Автолюльки рассчитаны на ребёнка весом до 10 кг и возрастом до 15 месяцев.
Существуют автолюльки для детей, которые не могут сидеть в обычном детском кресле, таких как недоношенные дети или младенцы, дети, страдающие апноэ. Представляют собой удерживающую систему, предназначенную для размещения и фиксации ребёнка в положении лёжа на спине, когда позвоночник ребёнка перпендикулярен средней продольной плоскости транспортного средства. Как правило, устанавливаются боком по ходу движения.
Есть автокресла для новорождённых, предназначенные для размещения ребёнка в полулежащем положении. Устанавливаются лицом назад. Их часто называют переносками из-за их сравнительной лёгкости, также они имеют ручку для переноски. Некоторые (но не все) модели можно устанавливать на специальные базы, которые крепятся в салоне автомобиля. Это облегчает снятие/ установку и улучшает безопасность. Другие модели не имеют оснований и крепятся штатными ремнями безопасности.
Автолюльки для младенцев устанавливаются сзади и рассчитаны на то, чтобы в случае столкновения «кокон» упирался в спинку впереди стоящего сиденья транспортного средства, а удар поглощался внешней оболочкой удерживающего устройства. Задние сиденья считаются самыми безопасными, именно поэтому рекомендованы для перевозки детей.
Группа 0+
Автокресла группы 0+ обычно имеют шасси и крепятся штатным ремнём безопасности. Могут быть установлены как лицом против, так и по ходу движения. Детские сиденья, обращённые лицом назад, по своей сути являются более безопасными, чем детские сиденья, обращённые вперёд лицом, поскольку они обеспечивают большую поддержку для головы ребёнка в случае резкого торможения. Хотя некоторые родители стремятся быстрее перейти на детское сиденье, обращённое вперёд, так как оно кажется им более «взрослым», производители автомобильных кресел рекомендуют детям продолжать использовать сиденья, обращённые назад, как можно дольше.
Рекомендуемый возраст для использования данных кресел от рождения до 13 кг, возраст до 15 месяцев.
Группа 1
Само кресло крепится к автомобилю штатным ремнём безопасности. Ребёнок фиксируется в кресле пятиточечным ремнём безопасности.
- Устанавливается лицом по ходу движения (в случае установки на переднем сидении подушка безопасности должна быть отключена).
- Рекомендуемый вес ребёнка от 9 до 18 кг.
- Рекомендуемый возраст от 9 месяцев до 4 лет.

Однако рекомендуется, чтобы дети сидели задом наперёд как можно дольше. В Скандинавских странах, например, дети сидят задом наперёд примерно до 4 лет. Задние сиденья автомобиля значительно безопаснее при лобовых столкновениях, которые с большой вероятностью могут привести к тяжёлым травмам и смерти. Именно по этой причине, хотя сиденья группы 1 становятся все более распространёнными, их по-прежнему трудно найти во многих странах.
Группа 2
Более крупное кресло по сравнению с креслом группы 1. Крепится в автомобиле штатным ремнём безопасности лицом по ходу движения.
Рекомендованный вес ребёнка от 15 до 25 кг. Возраст — от 4 до 6 лет.
Группа 3
Устанавливается в автомобиле лицом по ходу движения. И само кресло и ребёнок в нём фиксируется штатным ремнём безопасности
Рекомендованный вес ребёнка от 22 до 36 кг. Возраст — от 4 до 10 лет.
Бустер
Бустеры рекомендуются для детей, когда они станут достаточно большими, чтобы правильно использовать штатный ремень безопасности. В США для детей младше 4 лет и до 18 кг веса рекомендовано сиденье с 5-точечными ремнями безопасности.
Бустер приподнимает ребёнка и тем самым даёт ремню прочно сидеть на ключице и груди, нижняя часть ремня фиксируется на бёдрах. Если ремень безопасности проходит не поперёк груди и бёдер, он может попасть на шею и живот, вызывать внутренние травмы в случае столкновения.
Есть два основных типа бустеров: с высокой спинкой (некоторые из которых имеют поглощающую энергию пену) и без спины. Новое поколение бустеров выпускается с жёсткими разъёмами Изофикс, которые крепятся к анкерам автомобиля, улучшая стабильность сиденья в случае столкновения.
Группа потребителей призывает производителей и продавцов отказаться от бустеров без спинки, так как они не обеспечивают достаточной защиты при боковых столкновениях и могут подвергнуть детей риску. Бустеры не обеспечивают адекватной защиты во всех обстоятельствах.
Фронтальная посадка.
Используется в детских автокреслах I, II, III групп.
После достижения возраста одного года и 10 кг дети могут путешествовать вперёд лицом. Однако большинство скандинавских стран требует, чтобы дети сидели задом наперёд, по крайней мере, до 4 лет. Благодаря этому в Швеции был отмечен самый низкий показатель гибели детей в результате автокатастроф.
По закону в Канаде и некоторых штатах США дети должны быть перевозиться в автокреслах до 4 лет и 18 кг, после чего они могут пересесть в бустер.

## Критерии выбора качественного автокресла
Качественное автокресло имеет хорошие результаты краш-тестов.
На автокресле обязательно должна быть маркировка соответствия Европейскому стандарту безопасности — ECE R44/03 или ECE R44/04.
Кроме того, автокресла подлежат обязательной сертификации в России.
Все автокресла имеют срок годности. Автокресла могут использоваться 6 лет с даты производства, хотя это может варьироваться самим производителем.
Производители рекомендуют владельцам заменять детское автокресло, побывавшее в аварии, на новое, так как неизвестно, как будет работать данное кресло в последующих авариях (подобных краш-тестов не проводилось).
Не рекомендуется покупка подержанного детского автокресла. Это связано с вышеупомянутыми проблемами, касающимися невозможности определить срок годности и историю эксплуатации детского автокресла.

## Крепление детских автокресел
Существует три наиболее распространённых способа крепления детских автокресел в салоне автомобиля:
1. Первый — с помощью штатных («трёхточечных») автомобильных ремней безопасности. Это наиболее распространённый способ крепления, им можно закрепить подавляющее число автокресел.
2. Второй — с помощью системы Isofix. Эта система представляет собой встроенные в детское автокресло металлические направляющие с замочками на конце, которые крепятся к специальным железным скобам, встроенным в сиденье автомобиля и упор в пол автомобиля. Не все автомобили имеют такую систему. Чтобы узнать, есть ли Isofix в вашей машине, обратитесь к дилеру либо к инструкции. Система крепления Isofix считается наиболее безопасным и удобным способом крепления детского автокресла. Она практически исключает ошибки при установке детского автокресла. Но модели с этой системой стоят ощутимо дороже. Практически все детские автокресла с системой Isofix также можно закрепить с помощью штатных автомобильных ремней. Это удобно в том случае, если необходимо перевезти ребёнка в автомобиле, не оборудованном скобами системы Isofix.
3. В США распространена система крепления LATCH. Она похожа на европейский Isofix. Основное отличие в том, что вместо металлических направляющих с замочками (у Isofix) в системе LATCH применены ремни с замочками.
4. В Канаде также имеется свой стандарт: UAS («Universal Anchorage System») или Canfix[9]. Его также называют «Universal Child Safety Seat System» или UCSSS.

## Производство
Несмотря на то, что в мире существуют сотни вариантов моделей автомобильных кресел, материалы, используемые в процессе производства, в основном одинаковы. Заводы, на которых изготавливают сиденья, используют полипропилен. Сами сиденья выполнены из пенопласта, а для обивки сидений и ремней используются винил и ткани.
Автокресло включает прокладку пены, чехлы из материи, ремни, пряжки и механизмы крепления. Этикетки и инструкции также прилагаются. Каждое детское автокресло имеет срок годности. Не рекомендуется использовать детское автокресло, которому более 6 лет.

## Сертификация
Все детские автокресла, которые поступают в продажу на территории Европейского союза, сертифицируются аккредитованными лабораториями. Эту процедуру подтверждает сертификат и оранжевая табличка на автокресле. Документ выдаётся на основании лабораторных испытаний и означает соответствие изделия необходимому уровню защиты здоровья и жизни детей. В свою очередь, нормы безопасности перечислены в правилах и директивах Европейской экономической комиссии ООН в соответствии с международным договором, который был подписан в Женеве в 1958 году.
С 1 января 2015 года на территории Евразийского экономического союза действует технический регламент «О безопасности колёсных транспортных средств» (ТР ТС 018/2011). Требования этого регламента гармонизированы с Правилами Европейской экономической комиссии ООН. Это значит, что в России и странах ЕАЭС действуют европейские стандарты, в том числе и для детских удерживающих устройств. Это последняя редакция ECE 44 и новый стандарт ECE 129 (i-Size).

## Опасные ситуации
Изготовители проводят проверки, направленные на обеспечение правильной упаковки автокресел. Однако невозможно гарантировать, что прилагаемые инструкции всегда соблюдаются и правильно соблюдаются. До 95 % установленных детских автомобильных кресел могут не подходить ребёнку, могут быть неправильно подсоединены к транспортному средству, могут иметь неправильно закреплённые ремни безопасности или быть неправильно установленными перед работающими подушками безопасности. В 1997 году шесть из десяти детей, погибших в результате дорожно-транспортных происшествий, неправильно использовали детское автокресло.
Помимо проблемы несоблюдения, есть и другие опасности. Недавнее исследование приписало много случаев синдрома внезапной младенческой смерти к нахождению младенца внутри автолюльки. Когда исследователи проанализировали более 500 случаев смерти младенцев, было установлено, что 17 из них произошли, когда младенец находился в детском автомобильном кресле. Смерть наступала в результате асфиксии, вызванной неправильным положением головы младенца.

## История детских автокресел
В 1935 году в США было изобретено первое детское удерживающее устройство, о чём сообщила заметка в журнале Modern Mechanix. Сиденье имело примитивную конструкцию и не смогло бы защитить от травм. Задача этого устройства была простой — удержать ребёнка на месте, чтобы тот не отвлекал водителя от дороги.
В 1939 году детское сиденье было усовершенствовано. Американец Лестер Брессон смастерил из подручных материалов обновлённое удерживающее устройство. Оно было оснащено ремнём безопасности и крепилось на штыре, вмонтированном в пол автомобиля.
В 1958 году под эгидой ООН было принято Женевское соглашение. В рамках этого документа было подписано и Соглашение об обеспечении детской безопасности в автомобиле, которое было изменено в 1967 году и вновь пересмотрено 16 октября 1995 года.
В 1963 году профессор Бертиль Альдман (Швеция) сконструировал новую модель детского автокресла. Это кресло устанавливалось на переднем сиденье спинкой вперёд (против движения автомобиля).
В 1967 году автомобильный концерн Volvo представляет разработанное совместно с профессором Альдманом детское сиденье на международной выставке.
В 1970 году правительство Германии запретило производство автомобилей без ремней безопасности.
В 1973 году компания Römer выпускает первое автокресло Römer Peggy. Оно было изготовлено из полистирола и имело столик безопасности.
В 1982 году был принят Европейский стандарт для сертификации детских автокресел ECE R 44/01.
В 1990 году Международным институтом ISO была введена новая система крепления Isofix.
С 1 января 1993 году стандарт ECE R 44 становится обязательным для детских автокресел, продаваемых в Европе.
С августа 1995 года крепление Isofix официально внесено в редакцию правила ECE R 44/03.
В 1997 году компания Römer выпустила первое кресло с системой крепления Isofix — Römer Prince Isofix.
В 1998 году компания Recaro, специализирующаяся на производстве спортивных и ортопедических автокресел, выпускает своё первое детское сиденье Recaro Start.
В 1999 году компания Römer анонсирует систему автоматического донатяжения автомобильных ремней.
В 2004 году начинает работать центр детской безопасности Recaro — Child Safety Competence Center.
В 2009 год вступила в силу четвёртая редакция стандарта ECE R 44 — ECE R 44/04.